# Babatunde Fashola
Babatunde "Tunde" Fashola (Lagos, 28 de junio de 1963) es un abogado nigeriano y actual ministro federal de Obras y Vivienda. Del 29 de mayo de 2007 al 29 de mayo de 2015, fue gobernador del estado de Lagos durante dos mandatos.
Fashola es uno de los políticos más respetados de Nigeria. Se le considera un prometedor candidato a la presidencia en las elecciones de 2023.

## Vida personal
Babatunde Raji Fashola es de Lagos y es yoruba. Nació el 28 de junio de 1963 en Lagos. Estudió en el Birch Freeman High School Lagos y en el Igbobi College Lagos. Estudió Derecho en la Universidad de Benin City, donde se licenció en Derecho, LL.B.(Hon) en 1987.
Está casado con Abimbola Fashola, con quien tiene dos hijos.

## Carrera judicial

### Tribunal Supremo
A la edad de 25 años, en noviembre de 1988, Fashola fue admitido como abogado y procurador del Tribunal Supremo de Nigeria tras completar el programa de formación profesional en la Escuela de Derecho de Nigeria, en Lagos, que realizó entre 1987 y 1988. Su carrera jurídica, que abarcó más de una década y media, comenzó en el bufete de abogados Sofunde, Osakwe, Ogundipe y Belgore, donde adquirió su temprana experiencia como litigante en una amplia gama de especialidades, incluyendo la propiedad intelectual (registro de marcas), el derecho mercantil que abarca los contratos en general, las actividades empresariales, las fusiones, las adquisiciones, los asuntos jurídicos, la propiedad de las acciones y el capital de las empresas, así como los conflictos de tierras, el derecho penal y los asuntos tribales, en los que ha demostrado una considerable pericia y una amplia experiencia.

### Premios
Fashola ha recibido varios premios y certificados al mérito, entre ellos el Premio al Antiguo Alumno Distinguido que le concedió la Asociación de Antiguos Alumnos de la Universidad de Benín en reconocimiento a sus servicios a la Asociación de Antiguos Alumnos y a la humanidad. También fue galardonado con el Premio Platino del Club de Servicios Públicos del Estado de Lagos por su destacada contribución al desarrollo. También recibió el premio Igbogbo Bayeku Local Government Award de la Alianza para la Democracia en reconocimiento a sus actividades para el éxito del partido.

## Cargos políticos

### Gobernador de Lagos

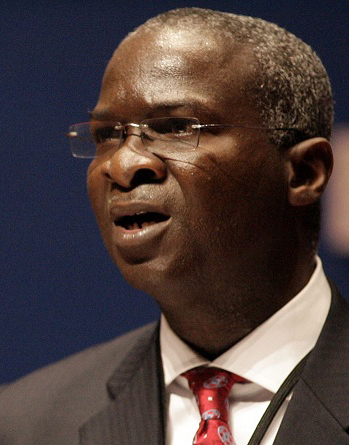
Babatunde "Tunde" Fashola

Fashola fue el primer jefe de gabinete de su predecesor, Asiwaju Bola Ahmed Tinubu.
Como candidato del partido Action Congress, ahora conocido como All Progressives Congress, Fashola sucedió a Tinubu como gobernador del estado de Lagos el 14 de abril de 2007. Fashola fue reelegido el 26 de abril de 2011.
Fashola se centró en la rehabilitación de las infraestructuras de Lagos. Estas infraestructuras habían sido descuidadas durante años después de que Abuya fuera declarada la nueva capital de Nigeria en 1991. La modernización de Lagos, que había iniciado Tinubu, se aceleró bajo la gobernación de Fashola. Tanto el sector privado como el público participaron en la realización del proyecto.

#### Ferrocarril de cercanías
Fashola inició la construcción del Lagos Light Rail, el ferrocarril de cercanías de Lagos, cuyas dos primeras líneas están previstas para el último trimestre de 2022 (a fecha de enero de 2022).

#### Educación
El gobierno de Fashola ha prestado gran atención a la educación. Esto incluye el restablecimiento y la creación de nuevas aulas bien equipadas, la distribución de libros de texto gratuitos, la provisión de salas de trabajo y bibliotecas bien equipadas, la provisión de autobuses para profesores y alumnos para facilitar el transporte, el restablecimiento de administradores voluntarios uniformados en las escuelas públicas del estado, la introducción de una escala salarial para los profesores de las escuelas públicas del estado, el desarrollo de la iniciativa "Adopte una escuela" y otras. Las escuelas que han sido reparadas incluyen: Ikotun Senior High School, Alimosho Girls High School, Agege Okemagba Junior High School, Mojoda Amuwo Senior Grammar School y Tomia Community Secondary School, Alagbado.

#### Recuperación de terrenos

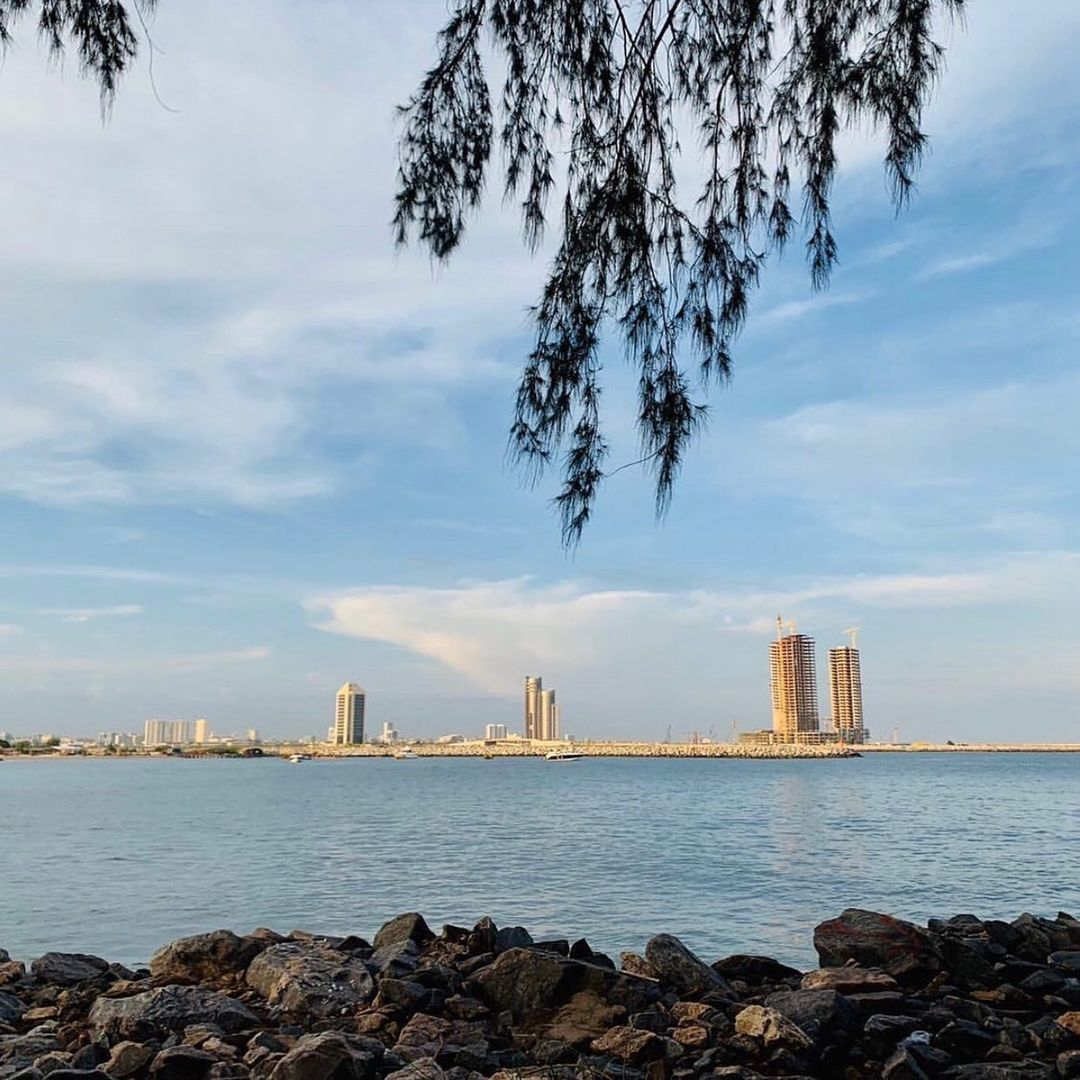
Eko Atlantic skyline

Fashola comenzó a reclamar terrenos, sin los cuales no sería posible ningún tipo de planificación urbana en las condiciones actuales. Entre ellas se encuentran Banana Island y Eko Atlantic City, que se han llenado. Se espera que Eko Atlantic City albergue a millones de lagosianos en el futuro y, a diferencia del resto de la ciudad, está dotada de alcantarillado, suministro eléctrico propio y otras características de una ciudad moderna.

#### Embellecimiento de la ciudad

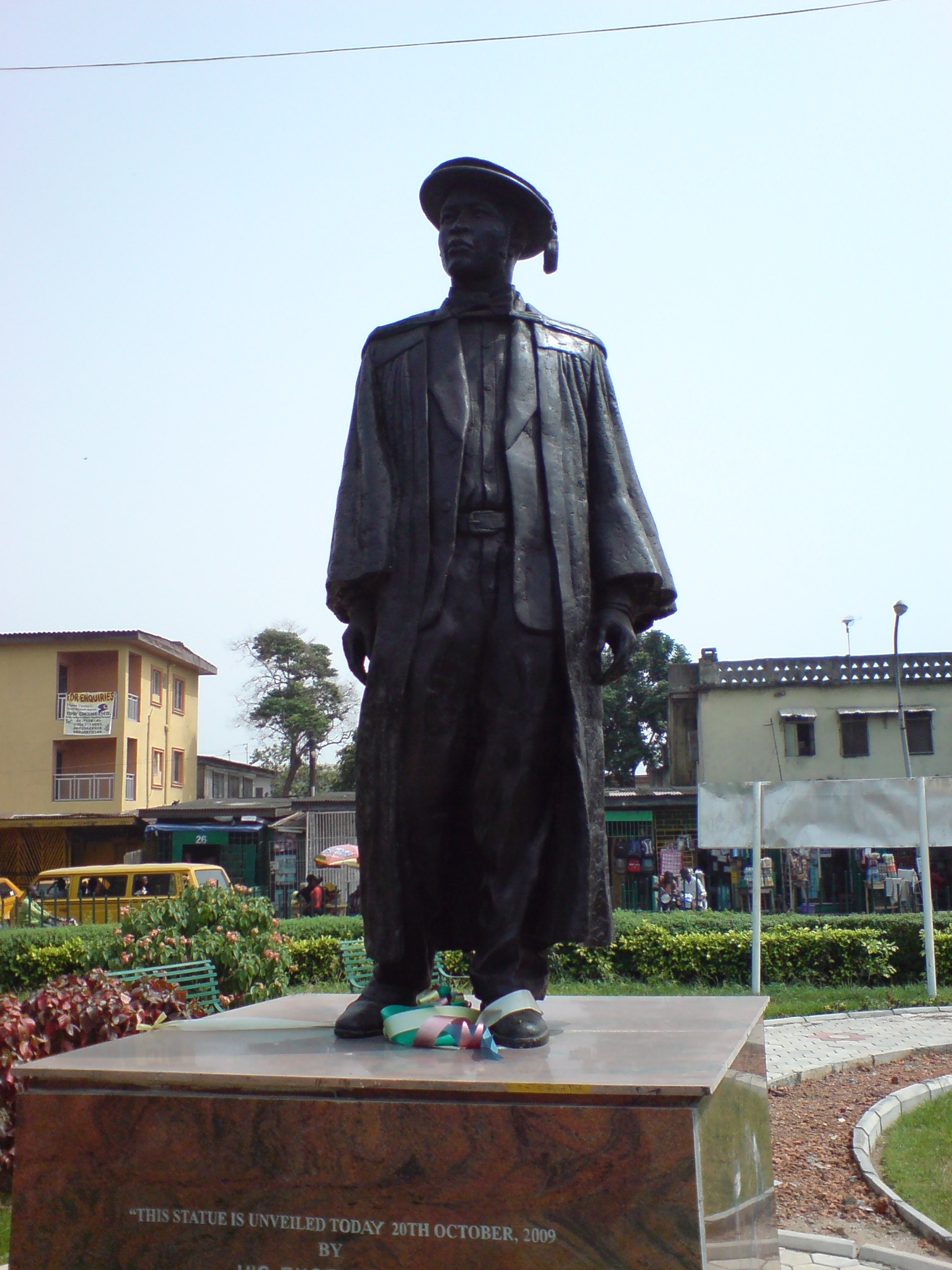
Ayodele Awojobi

En octubre de 2009, Babatunde Fashola inauguró un jardín en honor del difunto profesor Ayodele Awojobi en la rotonda de Onike, en Yaba (Lagos), en cuyo centro se erigió una estatua del famoso académico.
Fashola, como gobernador, colaboró con artistas como Oladejo Victor Akinlonu para mejorar y embellecer Lagos. Obras de Oladejo como la Mascarada Eyo y el busto de Sir Alexander Molade Okoya Thomas fueron encargadas por el gobernador.

#### Seguridad pública
En el camino hacia la seguridad, el gobierno de Fashola no sólo ha transformado la mayoría de los escondites y lugares que antes servían de base a estafadores y ladrones armados en entornos visualmente atractivos. También creó el Fondo Fiduciario de Seguridad del Estado de Lagos para financiar de forma eficaz y sostenible las necesidades de seguridad del estado.

#### Investigación sobre los residuos
A finales de enero de 2010, la Asamblea del Estado de Lagos inició una investigación sobre el posible despilfarro del dinero de los contribuyentes por parte de Fashola, principalmente en relación con el proyecto en curso de Eko Atlantic City. Las acusaciones van desde la importación de palmeras de Níger para proyectos de horticultura hasta el uso indebido del dinero de un contrato en el que está implicado uno de los contratistas del Estado de Lagos. El grupo que llevó a cabo la investigación fue conocido como True Face of Lagos. Los informes finales debían presentarse el 15 de febrero de 2010. Durante su mandato, True Face of Lagos se disolvió posteriormente. Se intentó reanudar las investigaciones mediante una petición, pero los tribunales las rechazaron repetidamente.

#### Donación a Haití
En 2010, Fashola dispuso que el Estado de Lagos donara un millón de dólares a las víctimas del Terremoto de Haití.

#### La lucha contra el ébola
El mayor logro de Babatunde Raji Fashola como gobernador llegó al final de su segundo mandato, en septiembre de 2014, cuando Nigeria fue declarada oficialmente libre de ébola. Tres meses antes, el ébola se había propagado por primera vez en el país cuando Patrick Sawyer, el ciudadano estadounidense-liberiano infectado y funcionario de la CEDEAO, introdujo el virus a través del aeropuerto de Lagos.
Se encargó personalmente de localizar y aislar a unas 1.000 personas que se temía que estuvieran infectadas desde la llegada de Patrick Sawyer. El gobernador de Lagos interrumpió su peregrinación a La Meca, voló a casa y creó un Centro de Operaciones de Emergencia contra el Ébola para asumir la enorme tarea de controlar a todos los posibles infectados. Se formó a un equipo de 2.000 funcionarios para la tarea y acabaron llamando a 26.000 puertas. En un momento dado, el gobernador fue informado por expertos en control de enfermedades hasta diez veces al día. Se esforzó por visitar el centro de tratamiento del ébola del país para transmitir a la población nigeriana que no debe entrar en pánico innecesariamente.

### Cargo ministerial
El 11 de noviembre de 2015, Fashola fue nombrado ministro de Energía, Obras y Vivienda por el presidente Muhammadu Buhari; el 21 de agosto de 2019, fue nombrado ministro de Obras y Vivienda.

#### Finalización del Segundo Puente del Níger
El segundo puente sobre el Níger en Onitsha, que había sido objeto de debate político desde la década de 1980 y se consideraba un sinónimo de estancamiento, ha sido impulsado bajo el mandato de Fashola y está a punto de completarse (en enero de 2022).

#### Finalización de la autopista Lagos-Ibadán
La renovación de la antigua "pista de pruebas de baches" desde la metrópoli de Lagos hasta la tercera ciudad más grande de Nigeria, Ibadán, también se completará en 2022.

## Clasificación
Más allá de los partidos, Fashola es respetado por su experiencia.

## Varios
La estación de tren de la zona de Agege, en Lagos, lleva el nombre de Babatunde Fashola.